# Amtsgericht Schwabach

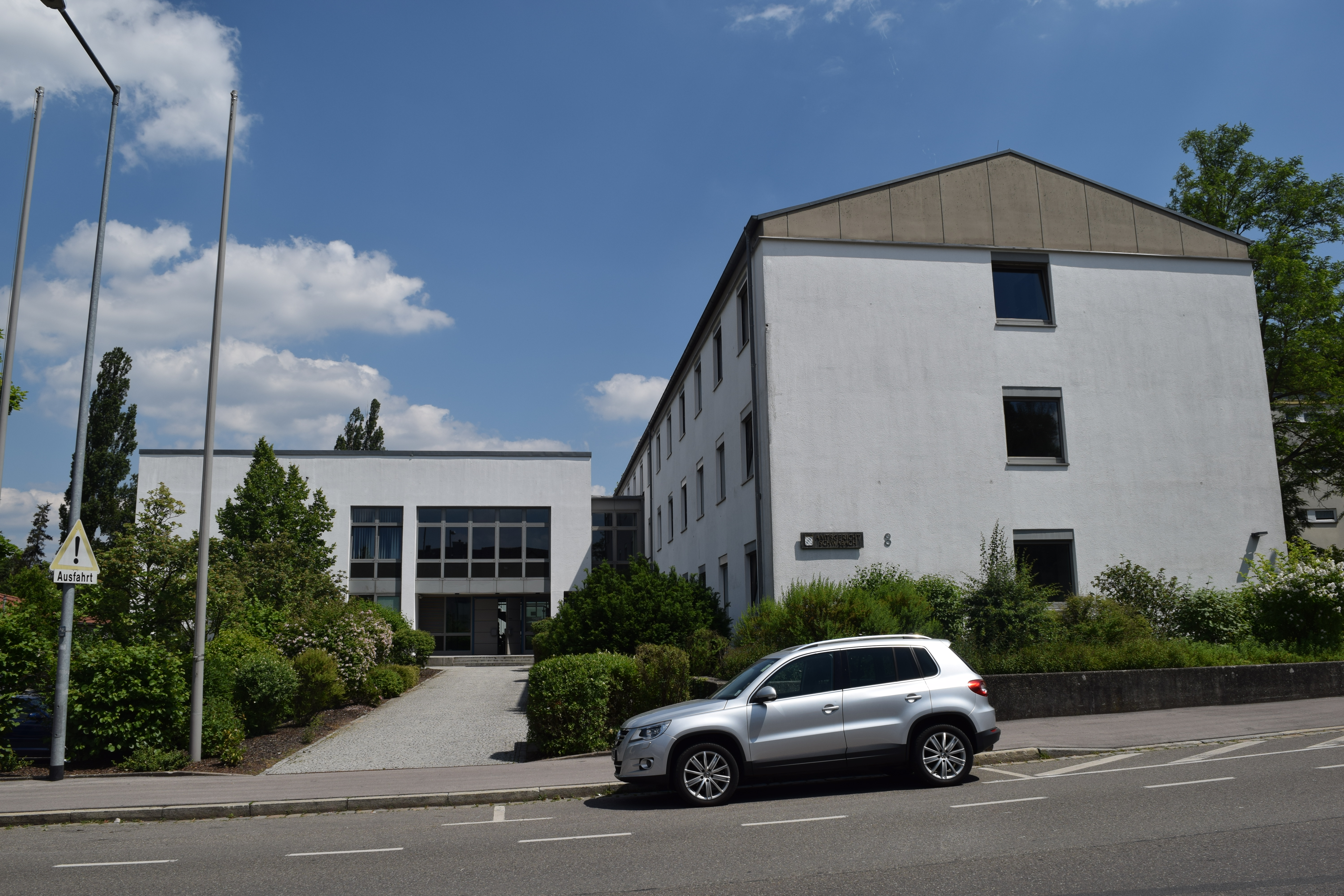
Das Schwabacher Amtsgericht in Richtung Osten über die Weißenburger Straße hinweg gesehen (2017)

Das Amtsgericht Schwabach ist ein Gericht der ordentlichen Gerichtsbarkeit und eines von 73 Amtsgerichten in Bayern. Das Hauptgebäude befindet sich in der Weißenburger Straße 8 in Schwabach. Die Zweigstelle in Hilpoltstein wurde 2007 aufgehoben.

## Geschichte
Der Vorläufer, das k.b. Landgericht Schwabach, war ein von 1808 bis 1879 bestehendes bayerisches Landgericht älterer Ordnung. Es wurde 1879 durch das deutsche Gerichtsverfassungsgesetz in ein Amtsgericht umgewandelt. Mit Wirkung vom 1. Januar 1970 erfolgte die Aufhebung des Amtsgerichts Roth bei Nürnberg, dessen Bezirk nun dem Amtsgericht Schwabach zugelegt wurde. Das 1973 aufgelöste Amtsgericht Hilpoltstein wurde als Zweigstelle des Amtsgerichts Schwabach weitergeführt. 

## Zuständigkeitsbereich
Der Amtsgerichtsbezirk des Amtsgerichts umfasst den gesamten Landkreis Roth sowie die Stadt Schwabach. Insgesamt leben dort rund 162.000 Menschen. Das Gericht ist erstinstanzlich für Zivil-, Familien- und Strafrecht zuständig.
Folgende Verfahren werden am Amtsgericht Nürnberg verhandelt:
- Insolvenzverfahren
- Zwangsversteigerungen
- Handels- und Genossenschaftsregister
- Vereinsregister

## Übergeordnete Gerichte
Dem Amtsgericht Schwabach ist das Landgericht Nürnberg-Fürth übergeordnet, welchem wiederum das Oberlandesgericht Nürnberg übergeordnet ist.